# Ihotry
Jezero Ihotry je drugo najveće jezero na Madagaskaru. To je zatvoreno slano jezero u polusušnom jugozapadnom dijelu Madagaskara u regiji Atsimo-Andrefana. Njegova površina varira sezonski, od 96 km2 do 112 km2.

## Pristup
Do njega se može doći putem RN9 od Toliare (Tulear) do Mandabea.

## Vanjske poveznice
|  | Zajednički poslužitelj ima još gradiva o temi Ihotry |

- BirdLife
- Dokument o geofizičkom istraživanju  Arhivirana inačica izvorne stranice od 28. ožujka 2024. (Wayback Machine)